# デナム男爵
デナム男爵（英: Baron Denham）は、英国の男爵、貴族、連合王国貴族爵位。保守党の政治家ジョージ・ボウヤーが1937年に叙位されたことに始まり、以降はボウヤー家が保持している。
1950年以降、ボウヤー準男爵も継承して保持しているため、本項では準男爵の歴史についても触れる。

## 歴史
ボウヤー家は少なくとも16世紀ごろまで遡ることができる旧家である。その祖ウィリアム・ボウヤー(1612–1679)はバッキンガム選挙区選出の庶民院議員を務めた政治家で、彼が1660年6月25日に(バッキンガム州デナム・コートの)準男爵(Baronet,of Denham Court in the County of Buckingham)に叙された。その後は初代準男爵の系統で爵位は承継された。
5代準男爵ジョージ(1739–1800)はイギリス海軍の提督として活躍し、フランス革命戦争における最大の海戦である栄光の6月1日に参加した。彼は海戦での勝利への貢献を認められて、1794年に新規に(バークシャー州ラドリーの)準男爵(Baronet, of Radley in the County of Berkshire)を授けられている。
6代準男爵ジョージ(1783–1860)はマームズベリー選挙区及びアビンドン選挙区選出の庶民院議員を務めた。
7代準男爵ジョージ(1811–1883)も父同様に政治家として活動して、ダンドーク選挙区選出の庶民院議員であった。

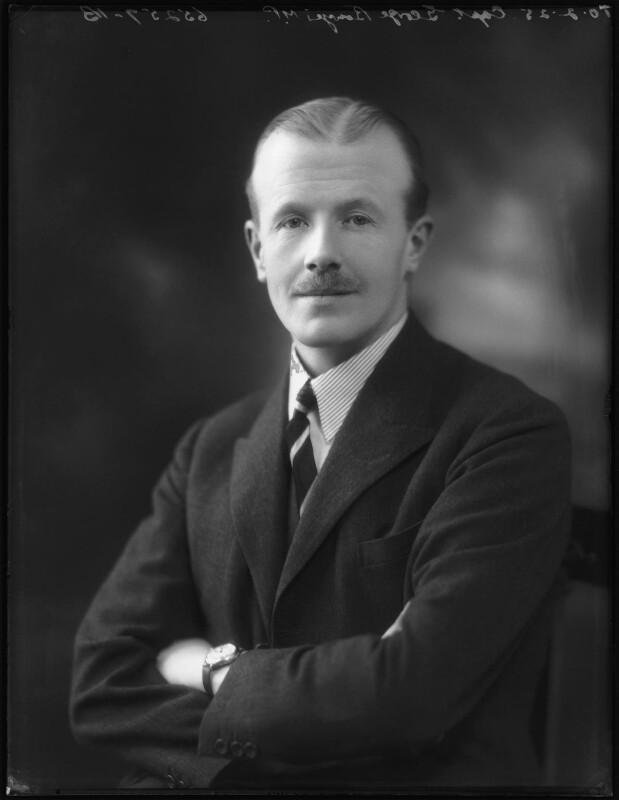
初代男爵ジョージ・ボウヤー

また、3代準男爵の三男の子孫サー・ジョージ・ボウヤー(1886–1948)も1933年に連合王国準男爵位の(バッキンガム州ウェストン・アンダーウッドの)準男爵(Baronet, of Weston Underwood, Buckinghamshire)を授けられている。彼はついで1937年に連合王国貴族としてバッキンガム州ウェストン・アンダーウッドのデナム男爵(Baron Denham, of Weston Underwood in the County of Buckingham)に叙せられて、貴族に列した。彼は国立ドッグレース協会理事を務めて、オックスフォード・スタジアムの完成に貢献している。初代男爵が1948年に亡くなると、男爵位は息子バートラムが相続した。
その後、本家筋にあたる9代準男爵ジョージ(1870-1950)が1950年に嗣子なく没したため、1794年創設の準男爵位は廃絶した。一方、1660年創設の準男爵位は分家筋のバートラムが継承したため、男爵位に2つの準男爵位が従属することとなった。
その2代男爵バートラム(1927-)は1999年貴族院法制定以降も貴族院に籍を置く92人の世襲貴族の一人であった。彼が2021年に死去すると、その息子リチャードが爵位を襲って現在に至る。
一族の邸宅は、バッキンガムシャー州ウェストン・アンダーウッド近郊に位置するラウンドリー・コテージ(Laundry Cottage)。

## 現当主の保有爵位/準男爵位
現当主である第3代デナム男爵リチャード・グレンヴィル・ジョージ・ボウヤーは以下の爵位を保有している。
- 第3代バッキンガム州ウェストン・アンダーウッドのデナム男爵(3rd Baron Denham, of Weston Underwood in the County of Buckingham)
(1937年5月24日の勅許状による連合王国貴族爵位)
- 第11代(バッキンガム州デナム・コートの)準男爵(11th Baronet,of Denham Court in the County of Buckingham)
(1660年6月25日の勅許状によるイングランド準男爵位)
- 第3代(バッキンガム州ウェストン・アンダーウッドの)準男爵(3rd Baronet, of Weston Underwood, Buckinghamshire)
(1933年1月21日の勅許状による連合王国貴族爵位)

## 一覧

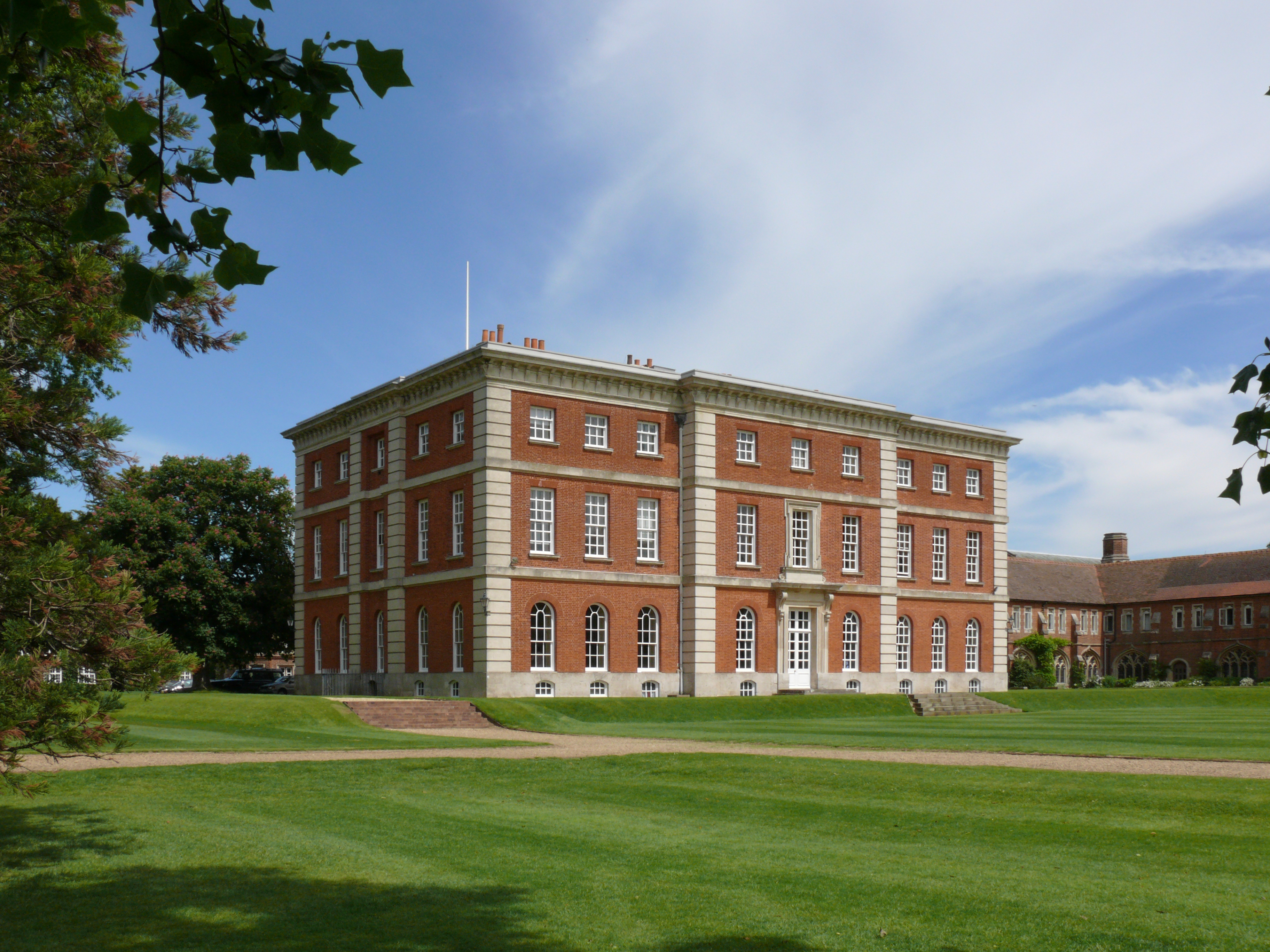
一族の邸宅ラドリー・ホール

### デナム・コートのボウヤー準男爵（1660年）
- 初代準男爵サー・ウィリアム・ボウヤー（英語版） (1612–1679)
- 2代準男爵サー・ウィリアム・ボウヤー (1639–1722)
- 3代準男爵サー・ウィリアム・ボウヤー (1710–1767)
- 4代準男爵サー・ウィリアム・ボウヤー(1736–1799)
- 5代準男爵サー・ジョージ・ボウヤー（英語版）(1739–1800)(1794年にラドリーの準男爵位創設)
- 6代準男爵/2代準男爵サー・ジョージ・ボウヤー（英語版）(1783–1860)
- 7代準男爵/3代準男爵サー・ジョージ・ボウヤー（英語版）(1811–1883)
- 8代準男爵/4代準男爵サー・ウィリアム・ボウヤー(1812–1893)
- 9代準男爵/5代準男爵サー・ジョージ・ヘンリー・ボウヤー(1870–1950)(ラドリーの準男爵位廃絶)
- 10代準男爵/2代デナム男爵サー・バートラム・スタンリー・ミトフォード・ボウヤー（英語版）(1927-)(デナム男爵家が承継、以降準男爵位はデナム男爵位の従属爵位となる)

### ウェストン・アンダーウッドの準男爵（1933年）
- 初代準男爵サー・ジョージ・エドワード・ウェントワース・ボウヤー（英語版）(1886–1948)(1937年にデナム男爵叙爵)

### デナム男爵（1937年）
- 初代デナム男爵ジョージ・エドワード・ウェントワース・ボウヤー（英語版）(1886–1948)
- 第2代デナム男爵/2代準男爵/10代準男爵サー・バートラム・スタンリー・ミトフォード・ボウヤー（英語版）(1927-2021[14])
- 第3代デナム男爵/3代準男爵/11代準男爵リチャード・グレンヴィル・ジョージ・ボウヤー（1959-）

爵位の推定相続人は現当主の弟であるヘンリー・マーティン・ミットフォード・ボウヤー閣下(1963-)。
爵位の推定相続人の法定推定相続人はその子のエドモンド・ボウヤー（1997-）。